# Primogenitur
Primogenitur eller förstfödslorätt kallas principen att något ärvs endast av det förstfödda barnet eller, ofta, av den förstfödde sonen. Senare födda barn får ärva annat. Sedvanan används normalt i ärftliga monarkier för att inte staten skall delas upp mellan flera av kungens barn men är i övrigt, med undantag för de få kvarvarande svenska fideikommiss som ännu inte avvecklats enligt avvecklingslagen, numera i stort sett utmönstrad ur den allmänna arvsrätten. 
Manlig primogenitur lever dock kvar för vissa adliga värdigheter; i huvudsak ätter som adlats enligt 37 § i 1809 års svenska regeringsform respektive ätter på Finlands Riddarhus som upphöjts av tsaren under storfurstendömet.